# Окса, Мика
Мика Окса (фин. Mika Oksa; род. 6 июля 1976, Эспоо, Финляндия) — бывший профессиональный финский хоккеист, вратарь.

## Карьера
Родился 6 июля 1976 года в Финском городе Эспоо, где и начал заниматься хоккеем. Его первым клубом стал «Киекко-Эспоо» (нынешний «Эспоо Блюз») в котором он выступал с 1995 по 2005 год. Практически весь период времени,который Мика провел в этом клубе, ему приходилось бороться за место в основном составе.
В 2005 году перешёл в шведский клуб «Тимро», в конце сезона подписал контракт со швейцарским клубом «Лугано», став чемпионом Швейцарии. Однако ни одной официальной встречи за «Лугано» не провёл.
В сезоне 2006/2007 выступал за «ХПК» из города Хямеэнлинна, где стал бронзовым призёром Финляндии. Следующие два сезона выступал за клуб «КалПа», где в сезоне 2008/2009 стал двух кратным бронзовым призёром.
Летом 2009 года, решил сменить чемпионат и подписал контракт, с клубом КХЛ, минским «Динамо».
Игрового времени в Динамо, у Мики, было не много, так как, в составе «Динамо», основным вратарем являлся Андрей Мезин. В начале сезона Мика был отправлен в фарм-клуб солигорский «Шахтёр», на основе двустороннего контракта.
В «Шахтёре» Мика провёл весь сезона 2009/2010 и дошёл до финала Белорусской экстралиги, где его команда уступила минской «Юности».
Всего, за «Шахтёр», Мика провел 26 матчей (в регулярном чемпионате), 14 (в плей-офф) и 3 (в Кубке Белоруссии). В этом сезоне стал лучшим голкипером лиги и участвовал в Матче всех звёзд Белорусской экстралиги.
Летом 2010 года, вернулся в стан минского «Динамо».
В декабре 2010 года Мика Окса был отправлен в другой белорусский клуб — «Юность», в составе которого в 2011 году стал победителем Континентального кубка и чемпионом Беларуси. Мика Окса стал лучшим вратарём чемпионата Беларуси в сезоне 2010/2011 и лучшим голкипером Континентального кубка 2011. За «Юность» провёл в сезоне 2010/2011 10 матчей в регулярном сезоне (92,2% отбитых бросков), 9 встреч в плей-офф (93,7%) и 3 поединка в Континентальном кубке (91,6%). В августе 2011 года Окса подписал контракт с «Юностью».
1 февраля 2013 года завершил карьеру игрока.